# Oră de vârf 3
Oră de vârf 3 (titlul original în engleză: Rush Hour 3) este un film de acțiune-comedie, lansat pe data de 10 august 2007 în Statele Unite, care îi are ca protagoniști pe Lee (Jackie Chan) și James Carter (Chris Tucker). Este al treilea film al seriei Oră de Vârf, lansată în anul 1998, odată cu primul film al seriei. Acțiunea se desfășoară în două orașe: Los Angeles și Paris. Este primul film al seriei cu acțiunea desfășurându-se într-un oraș din Europa. Filmul a fost anunțat pe data de 7 mai 2006, iar filmările au început pe data de 4 iulie.

## Acțiune
Filmul se deschide cu James Carter, polițist la Departamentul Central al poliției din Los Angeles, aflându-se într-o intersecție aglomerată. El ascultă muzică în căști, dansând în stilul lui Michael Jackson (lucru pe care îl face și în celelalte două filme ale seriei, fiind mare fan al acestuia) și încurcând toată circulația. La un moment dat mașinile încep să se ciocnească între ele, Carter enervându-se. În acest timp, prietenul său Lee este în drum spre o conferință de presă, împreuna cu prietenul său ambasador Han(Tzi Ma), care este prezent și în primul film. Han vrea sa anunțe întregului continent american că a localizat faimoasa lista Shi Shen, o listă cu 12 nume ale unor șefi ale unor triade vechi, care se aleg de la generații la generații, valorând foarte mult. Ceilalți oameni importanți aflați și ei la conferință, curioși de anunțul făcut de Han, nu sunt de acord cu acesta, aceștia spunând că Shi Shen-ul nu există, ci ar fi un mit. Pe o clădire apropiată,s e află un infractor chinez, pe nume Kenji, venit tocmai din Paris, pentru a-l împușca în inimă pe Han, deoarece acesta nu dorea ca secretul să fie aflat. Acesta îl împușcă pe consulul chinez aproape de inimă ,Han reușind să supraviețuiască. Odată cu glonțul trimis de acesta în Han, panica se declanșează în clădire. Lee,văzându-l pe Kenji pe clădire, fuge imediat după acesta pentru a-l prinde. Carter, care vorbea cu două femei, întrebându-le dacă acestea vor să se vadă cu el, află prin stație că ambasadorul a fost împușcat și pleacă imediat cu mașina celor două femei spre locul incidentului. El îl vede pe Lee că aleargă după Kenji, și încearcă să-l ajute. La un moment dat, Lee reușește sa-l încolțească pe Kenji, dar își dă seama că în fața lui se afla tocmai fratele său, pe care nu-l mai văzuse din copilărie, încercându-l să-l uite. Lee îl lasă pe Kenji să scape, iar Carter, care întârzie cu două minute, află de la Lee că Kenji a scăpat, Lee mințindu-l pe Carter pentru a-și proteja adevăratul frate, deoarece Lee și Carter își spun frați.
Cei doi pleacă imediat la spital, pentru a afla starea de sănătate a ambasadorului. Ei se întâlnesc cu Soo Yung, fiica ambasadorului, pe care cei doi nu au mai văzut-o de mult timp. Soo Yung se află și în primul film, fiind o copilă, iar acum este adolescentă. Lee și Carter îi fac o promisiune fetei, aceea că îl vor prinde pe Kenji. Lee, fiind foarte bun prieten cu aceasta, și fost antrenor de arte marțiale a ei, știind că este vorba despre fratele sau, acceptă acest lucru.
Așa că cei doi încep să-l caute pe fugar. Află de la un alt chinez-francez, care venise după Han, o adresă unde ar putea fi Kenji. Adresa este tocmai în Franța, Lee și Carter plecândacă spre Paris.
Cei doi se împrietenesc cu un taximetrist, pe nume George, la aeroportul internațional din capitală, deși la început George nu-l suportă pe Carter, deoarece nu-i plac americanii. Cei doi ajung la adresa respectivă, Carter căutând mai mult femeile din Franța decât pe Kenji. Carter se întâlnește cu  Geneviève, un foto model care este la început de drum, da care este chiar Shi Shen-ul pe care cei doi îl caută. După multe întâmplări, Lee și Carter află tot și ajung la Kenji.
Punctul culminant se petrece în Turnul Eiffel, unde Kenji moare. Lee încearcă de mai multe ori din nou să-l salveze, dar Kenji, chiar dacă vede că Lee i-a salvat din nou viața, încearcă totuși să-l omoare.
Toată mafia este anihilată de cei doi protagoniști ai filmului, Lee și Carter fiind din nou eroi.

## Actori
- Jackie Chan ca Șef Inspector Lee
- Chris Tucker ca Detectiv James Carter
- Hiroyuki Sanada ca Kenji
- Yvan Attal ca George
- Zhang Jingchu ca Soo-Yung
- Noémie Lenoir ca Geneviève / Shi Shen
- Roman Polanski ca Comisarul Revi
- Youki Kudoh ca Dragon Lady Jasmine
- Tzi Ma ca Ambasadorul Solon Han
- Henry O ca Master Yu
- Max von Sydow ca Varden Reynard
- Philip Baker Hall ca Căpitanul William Diel
- Dana Ivey ca Sora Agnes
- Sun Mingming ca Kung-Fu Giant
- Sarah Shahi ca Zoe
- Johnny Chase ca Șoferul de autobuz francez
- Mia Tyler ca Marsha
- Lisa Thornhill ca the Nurse
- Julie Depardieu ca Paulette
- David Niven, Jr. ca Ministrul englez
- Roselyn Sanchez ca  Isabella Molina (scenă ștearsă)

## Continuare
Într-un interviu al lui Jackie Chan de pe data de 12 mai 2012,acesta a spus că planifică o revenire cu Chris Tucker,pentru un al patrulea film,Oră de Vârf 4.Filmul ar putea fi lansat în anul 2015.

## Soundtrack
1. "Do Me, Baby"
2. "Less Than an Hour
3. "War [Extended Version]"
4. "(Your Love Keeps Lifting Me) Higher and Higher"
5. "Bonnie and Clyde"
6. "The Stoinked Quay (Original Score)"
7. "New Line Cinema Theme (Original Score)"
8. "Shaolin Fight" (Original Score)
9. "Adrienne Bailon!" (Original Score) Mothersbaugh
10. "The Closer I Get To You"